# Departamento de Ambiente y Conservación (Australia Occidental)

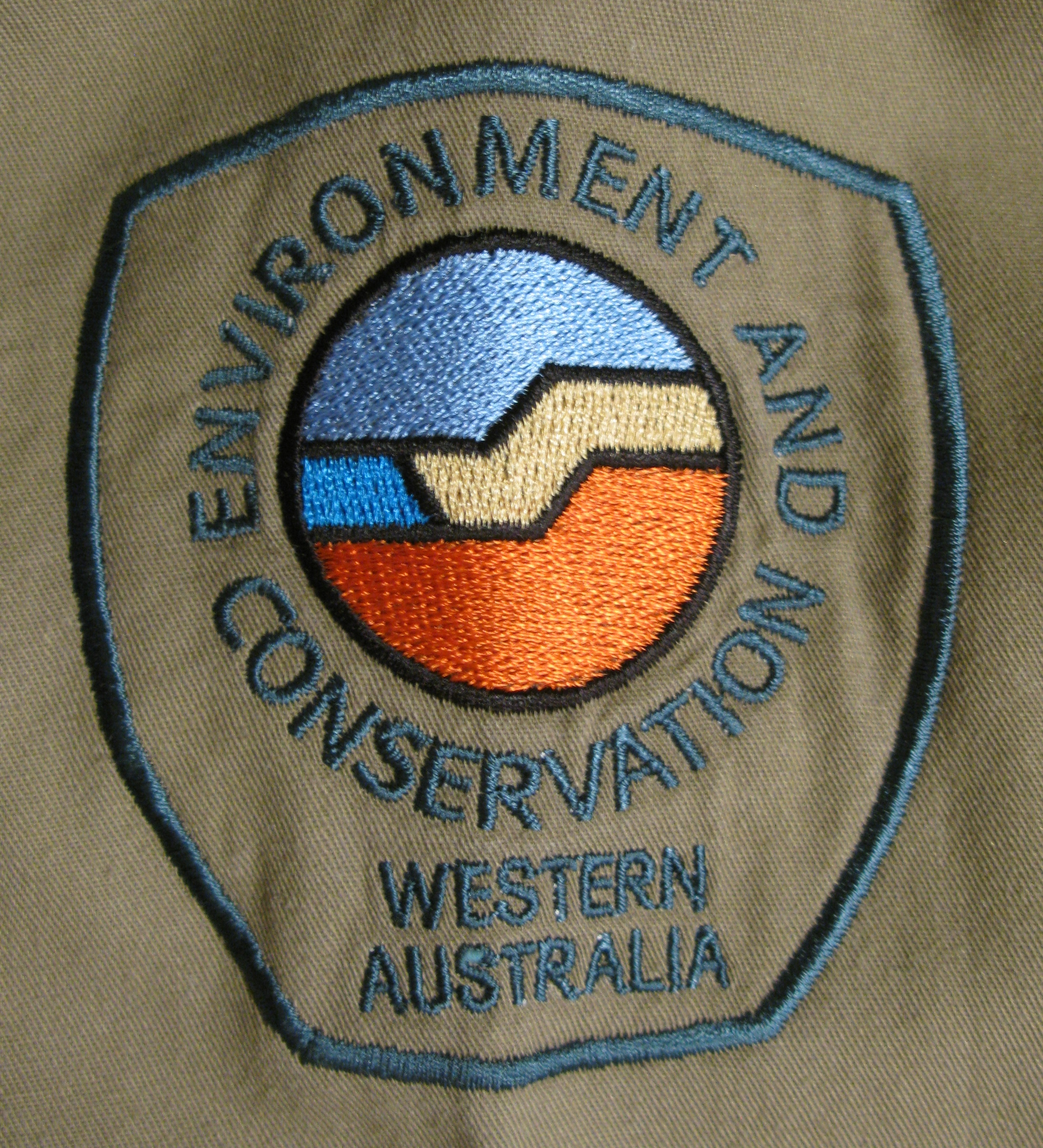
Parche genérico para el hombro del uniforme del personal del Departamento de Ambiente y Conservación de Australia Occidental.

El Departamento de Ambiente y Conservación (Department of Environment and Conservation (Western Australia)), es un departamento del Gobierno de Australia Occidental, que es responsable de implementar las políticas estatales de conservación y medio ambiente. Se formó el 1 de julio de 2006 mediante la fusión del Departamento de Medio Ambiente y el Departamento de Conservación y Ordenación del Territorio.

## Agencias precedentes
- National Parks (y formas más tempranas) en Western Australia were under:[1]-
- State Gardens Board: 15 de dic 1920 - 30 de abr 1957 (Parks and Reserves Act 1895)
- National Parks Board of Western Australia: 1 de mayo de 1957 - 30 de julio de 1977
- National Parks Authority: 1 de agosto de 1977 (National Parks Authority Act 1976)
- National Parks and Nature Conservation Authority: 16 de abril de 1985 - 30 de oct 2000[2]
- Department of Conservation and Land Management (CALM): 22 de marzo de 1985 - 30 de junio de 2006 (Conservation and Land Management Act 1984)